# Polypogon exasperatus
Polypogon exasperatus là một loài thực vật có hoa trong họ Hòa thảo. Loài này được (Trin.) Renvoize miêu tả khoa học đầu tiên năm 1998.